# Gloire (1933)
Gloire byl francouzský lehký křižník třídy La Galissonnière. Po porážce Francie Gloire zůstal věrný vládě Vichistické Francie a to až do roku 1942, kdy se připojil k silám Svobodných Francouzů. Loď v roce 1943 v USA prodělala přezbrojení a modernizaci, během které byla zesílena její protiletadlová výzbroj. Do konce války pak bojovala na straně spojenců. V roce 1958 byla sešrotována.